# New Communist Party of Britain
Die New Communist Party of Britain (abgekürzt NCP) ist eine 1977 entstandene britische Partei. Sie vertritt einen marxistisch-leninistischen Standpunkt.

## Geschichte
Die Partei wurde 1977 in der Folge innerparteilicher Meinungsverschiedenheiten der Kommunistischen Partei Großbritanniens und als Gegenantwort zur eurokommunistisch orientierten Neufassung des 1951 beschlossenen Programms (British Road to Socialism) gegründet.
Von ihrer Gründung 2013 bis zu ihrer Auflösung 2023 war die NCP Mitglied der Initiative kommunistischer und Arbeiterparteien Europas.

## Politische Positionen
Die Partei bezieht sich positiv auf das Wirken Mao Tse-tungs, Kim Il-sungs, Fidel Castros und Ho Tschi Minhs und sieht sich selbst als Organisation, die für ein Wiedererstarken entsprechender revolutionärer Kräfte eintritt.
1992 war die NCP neben 77 anderen kommunistischen und Arbeiterparteien einer der Erstunterzeichner der ersten seit der Auflösung der Sowjetunion veröffentlichten Erklärung der internationalen kommunistischen Bewegung mit dem Titel Let Us Defend and Advance the Cause of Socialism (auch bekannt als Pjöngjanger Erklärung).

## Parteiführung
| Amtszeit    | Name         | Bezeichnung            |
| ----------- | ------------ | ---------------------- |
| 1977 – 1979 | Sid French   | Generalsekretär des ZK |
| 1979 – 1995 | Eric Trevett | Generalsekretär des ZK |
| seit 1995   | Andy Brooks  | Generalsekretär des ZK |

| Amtszeit  | Name           | Bezeichnung  |
| --------- | -------------- | ------------ |
| 1977 – ?  | Joe Parker     | Vorsitzender |
| ? – heute | Alex Kempshall | Vorsitzender |

| Amtszeit    | Name         | Bezeichnung |
| ----------- | ------------ | ----------- |
| 1995 – 2014 | Eric Trevett | Präsident   |

## Parteitage
| Bezeichnung    | Datum |
| -------------- | ----- |
| ...            |       |
| III. Parteitag | 1981  |
| IV. Parteitag  | 1983  |
| V. Parteitag   | 1985  |

| Datum         | Bezeichnung   |
| ------------- | ------------- |
| ...           |               |
| IX. Parteitag | Dezember 1993 |
| X. Parteitag  | Dezember 1995 |
| XI. Parteitag | Dezember 1997 |

| Datum           | Bezeichnung   |
| --------------- | ------------- |
| XII. Parteitag  | Dezember 1999 |
| XIII. Parteitag | Dezember 2001 |
| XIV. Parteitag  | Dezember 2003 |
| XV. Parteitag   | Dezember 2006 |

| Datum            | Bezeichnung   |
| ---------------- | ------------- |
| XVI. Parteitag   | Dezember 2009 |
| XVII. Parteitag  | Dezember 2012 |
| XVIII. Parteitag | Dezember 2015 |